# Vaccinia
El virus vacuna o Vaccinia virus (VV o VACV) és un virus de ADN bicatenari, pertanyent a la família Poxviridae. És conegut per ser el virus a partir del qual es va crear la primera vacuna: es va fer servir contra la verola (Smallpox o Variola virus) mitjançant una inoculació intradèrmica del virus a la part superior del braç. Gràcies a aquesta vacuna es va reeixir a erradicar la verola i, arran d'aquest èxit, el virus vacuna (Vaccinia virus) està estudiat per fer-lo servir com a vector per a la immunització contra altres virus. Per evitar complicacions amb la vaccinació, es creen soques molt menys virulentes que les que es feien servir per a vaccinar contra la verola.:391

## Origen
Avui dia encara es desconeix l'origen exacte del Vaccinia virus. Una de les possibilitats que es considera és que podria tractar-se d'un virus de la verola bovina aïllat a final del segle xviii, quan va ser utilitzat per primer cop per vaccinar a les persones contra la verola. Per això es considera que el Vaccinia virus i el Cowpox virus, juntament amb el Variola virus, tenen un ancestre comú.

### Edward Jenner i la primera vacuna
Al segle xviii, la variolació ja s'havia convertit en una pràctica comuna dels metges de l'època, inclòs Edward Jenner que, encuriosit pel fet que la gent que es contagiava de verola bovina aparentment no es veia afectada quan s'exposava a la verola humana, va decidir emprendre una investigació que el portaria a crear el primer vaccí. .
L'oportunitat de provar si el «cowpox» era capaç de protegir contra la verola humana, li va palesar el 1796, quan una lletera del comtat de Gloucester (Anglaterra), que s'havia contagiat de verola bovina perquè una de les seves vaques era infectada, va anar a consultar-li sobre una erupció que li havia sortit a la mà, que no era una altra cosa que les pústules ocasionades pel virus de la verola bovina. Per realitzar el seu experiment va inocular material de les pústules de la lletera al braç del fill de vuit anys de la seva jardinera. El noi va emmalaltir lleugerament durant uns dies però es va recuperar al cap de poc. Llavors Jenner li va inocular l'smallpox i va verificar que el noi no desenvolupava la malaltia. Va ser així com va néixer el primer vaccí, que es diu així degut al nom que rebia el Cowpox virus en aquella època: variolae vaccinae (va donar lloc al nom de vaccine, que és vaccí en anglès, vacuna en castellà).

## Biologia
El virus Vaccinia és un virus gran i complex que té un embolcall i un genoma format per una doble cadena d'ADN que pot arribar a codificar més de 200 proteïnes. L'ADN genòmic és d'entre 170 i 250 kpb i el seu contingut en G + C és del 36%. Pertany a la família Poxviridae; de fet, és l'espècie tipus del gènere Orthopoxvirus. Els Poxvirus tenen una característica que els diferencia de la resta de virus d'ADN: es repliquen en el citoplasma de la cèl·lula hoste infectada i no pas al nucli, com fan la majoria de virus de ADN.
Els virions de Vaccinia són grans i tenen forma de maó i una mida de 200 × 200 × 250 nm i fan que les cèl·lules infectades sintetitzin hemaglutinina, una glicoproteïna que contribueix a modificar les membranes cel·lulars, en permetre l'hemadsorció i hemaglutinació de certs eritròcits d'aus, i l'alteració de l'embolcall dels virus extracel·lulars embolcallats.
Tot i que al laboratori tenen un ventall d'hostes bastant ample, quan aquests virus es troben a la natura tenen un ventall més estret.

### Replicació
Al trobar la seva cèl·lula diana, el virus es fixarà als receptors de la seva superfície i entrarà a la cèl·lula mitjançant endocitosi o per fusió amb la membrana cel·lular, per després ser alliberat al citoplasma sense l'embolcall extern. Un cop a dins de la cèl·lula, el virus transcriurà una sèrie gens gràcies a una ARN polimerasa depenent d'ADN, codificada en el seu propi genoma i present en el virió. Aquests ARNm codificaran la síntesi de diferents proteïnes i enzims que principalment seran necessaris per a les properes etapes del cicle víric. Més endavant, el virus comença a transcriure els gens que codifiquen majoritàriament components estructurals. Després de la traducció, tindrà lloc la replicació de l'ADN per a la formació de les noves partícules víriques. Aquests ADN seran embolcallats amb components de la membrana cel·lular. La sortida de la nova generació de virus, provoca molt sovint la lisi de la cèl·lula hoste, tot i que de tant en tant surt per gemmació a través de la membrana cel·lular adquirint un embolcall addicional.

### Resistència a l'hoste
El virus Vaccinia té diversos mecanismes que li permeten ser resistent als interferons produïts per la cèl·lula hoste. La proteïna-cinasa depenent d'ARN de doble cadena (PKR) és un activador d'interferons. El virus Vaccinia conté dos gens que codifiquen proteïnes que inhibeixen la PKR: el gen K3L i el gen E3L. La proteïna E3L inhibeix la PKR entre unes 50 i 100 vegades més eficientment que no pas la K3L. Cadascun d'aquests inhibidors té un mecanisme d'acció diferent: l'inhibidor E3L interfereix en la unió de la cinasa al ADN de doble cadena, mentre que l'inhibidor K3L actua a través de la seva homologia amb l'eIF-2alfa (un factor d'iniciació eucariota necessari per iniciar la translació) per interferir en la interacció de l'eIF-2alfa amb la PKR. A més a més, s'ha vist que ni l'E3L ni el K3L alteren de manera significativa la síntesi cel·lular de proteïnes.

## Signes clínics
Tant Vaccinia virus com Cowpox virus causen lesions idèntiques, per la qual cosa és difícil determinar si es tracta d'una infecció per un virus o per l'altre, perquè no es poden distingir. Els animals infectats solen presentar als mugrons una àmplia varietat de lesions proliferatives, ulceratives i formadores de crostes. Les lesions passen per diferents etapes: vermellor i edema, formació de vesícules, desenvolupament i ruptura de les pústules, i ulceració i formació de crostes.
La munyida de les vaques infectades pot impedir que es formin crostes i, per tant, dificultem la cicatrització. A més, un cop les crostes estan formades, també es veuen afectades pel procés de munyida, durant el qual es poden arrencar deixant àrees ulceroses de mides variables al braguer dels animals.
El virus «vaccinia» és un poxvirus que no ocasiona avortaments; en canvi, n'hi ha d'altres, com el Cowpox virus, que si que estan associats a aquest tipus de problemes. En general, les infeccions ocasionades per poxvirus que afecten les mamelles del bestiar, com Vaccinia virus, Cowpox virus o Pseudocowpox virus, rarament provoquen la mort dels individus afectats.

## Diagnòstic
Quan es detecten les lesions causades per infeccions de poxvirus, solen trobar-se ja en una etapa avançada, és a dir, que el que s'observa són les ulceracions o les crostes. Per aquest motiu, la determinació de l'etiologia concreta del virus resulta molt difícil.
Per determinar de quin virus es tracta, s'han d'estudiar altres factors. Cal examinar les mans del personal en busca de lesions o pústules. També els mugrons i les mamelles de tots els animals, estiguin infectats o no, per tal d'observar les lesions en diferents etapes de desenvolupament. A més, l'examen de la mucosa oral dels animals permet descartar altres tipus de malalties que afecten a la mucosa dels bòvids.
Les lesions són comuns per a diversos virus i a més es poden confondre amb altres lesions amb un origen totalment diferent, com poden ser cremades solars, picades d'insectes, berrugues o infeccions bacterianes. Per això és pràcticament impossible determinar de quin virus es tracta, llevat que es faci un diagnòstic al laboratori amb algunes de les diverses proves de què es disposa. Es pot aïllar el virus en cultius cel·lulars. Mitjançant un microscopi electrònic, es poden identificar els agents citopàtics que hagin crescut al cultiu i, en funció de la seva mida, es pot distingir entre Orthopoxvirus (Vaccinia virus i Cowpox virus) i Pseudocowpox virus, que és del gènere Parapoxvirus. També es poden fer proves de neutralització i de difusió en gel d'agar per anticossos sèrics. Vaccinia virus i Cowpox virus són antigènicament diferents, per tant, aquests mètodes podrien servir per determinar si es tracta d'un o de l'altre.

## Tractaments i mètodes d'actuació
Quan en una explotació hi ha un brot de Vaccinia virus, s'han de prendre mesures per tal que els animals infectats no contagiïn als que no ho estan. Les vaques infectades i que, per tant, presenten lesions, han de ser les últimes en ser munyides per tal de limitar la propagació del virus. Un cop munyides, a aquestes vaques se’ls ha d'aplicar diverses locions i ungüents a les lesions per tal d'afavorir la seva curació; i abans de tornar a ser munyides se’ls ha de netejar molt bé les mamelles, perquè no quedin restes de medicaments que puguin contaminar la llet (la llet contaminada és descartada).
El personal responsable de la manipulació dels animals i de la maquinària utilitzada en el procés de munyida, ha de prendre precaucions, ja que també es poden veure afectats pel virus (zoonosi): es recomana que utilitzin guants de goma o, si més no, que es rentin de forma minuciosa després de manipular, ja sigui les lesions dels animals o la maquinària, especialment si presenten lesions a les mans, qualsevol tipus de malaltia de la pell o si són persones amb immunodeficiències o que segueixen un tractament immunosupressor.
Els processos de munyida i la maquinària utilitzada han de ser revisats, no només per assegurar que la desinfecció és correcta, sinó també per comprovar si funcionen correctament i que no contribueixen a la irritació dels mugrons ni promouen la propagació del virus.

## Ús del virus Vaccinia

### Vacunes
Actualment el virus Vaccinia s'utilitza en la preparació de vacunes víriques vives contra la verola o com a vectors heteròlegs. La idea de vacunació tal com es coneix actualment, va aparèixer l'any 1796 gràcies al treball del metge anglès Edward Jenner. Jenner va començar a treballar en un tractament contra la verola a partir dels mètodes de variolització que existien en la seva època i que consistien en la transferència del contingut de les pústules madures d'un individu infectat de forma lleu, en un altre individu sa per tal d'immunitzar-lo. En el mètode de Jenner, el que es feia era inocular un altre tipus de virus, el virus Vaccinia, que en infectar un individu, produïa una infecció lleu i proporcionava immunitat contra la verola.
Treballar amb aquests virus té l'avantatge que tenen una alta capacitat infectiva i provoquen l'activació de tots els components de la resposta immunitària, tant cel·lular com humoral. Si més no, es tracta d'una resposta lleu sense gaires complicacions. A més, treballar amb aquest tipus de virus és fàcil (tant la producció de vacunes com l'administració d'aquestes), estable i econòmic. D'altra banda, la utilització del virus Vaccinia té el gran desavantatge que en individus immunodeprimits pot causar complicacions i efectes secundaris greus, com per exemple complicacions neurològiques. Per aquesta raó s'estan buscant noves soques menys virulentes per a la producció de vacunes.
El virus vaccinia ha estat utilitzat des de l'èxit de les vacunes contra la verola, com a potent vector capaç d'expressar gens aliens i, per tant, de produir proteïnes recombinants. D'aquesta manera, en ser inoculat proporcionarà una sèrie d'antígens heteròlegs que activaran una resposta immunitària específica. Si més no, la preocupació per la seguretat d'aquest virus, ha conduït a la recerca de vectors procedents de línies víriques atenuades com per exemple MVA (modified Vaccinia virus Ankara). Aquest nou virus pot ser manipulat en condicions de bioseguretat de nivell 1 degut a la seva virulència i baixa infectivitat. Tot i així, MVA té la mateixa capacitat que el virus vaccinia corrent per expressar gens recombinants i s'ha vist en models animals que és capaç d'immunitzar contra diversos agents infecciosos com el virus de la immunodeficiència, influenza, flavivirus o Plasmodium.

### Tractaments oncolítics
Els vaccinia virus(vv) oncolítics sorgeixen com a nou tractament contra el càncer, per la seva seguretat i pel seu potencial per infectar cèl·lules tumorals, replicar-s'hi i lisar-les. No obstant això, s'ha observat que la seva eficiència ha estat subòptima, probablement perquè el virus s'escampa poc pel tumor i l'activació limitada de la resposta antitumoral de les cèl·lules T.
Els resultats clínics mostren que els vv oncolítics només es van trobar en teixits tumorals, però no en teixits sans, demostrant-se la seva selectivitat tumoral.
Per augmentar-ne l'eficàcia, els vv oncolítics han estat modificats genèticament per a expressar transgens que codifiquen anticossos, citocines i agents antiangiogènics. Es treballa amb tecnologies per armar els vv oncolítics amb un receptor de cèl·lules T, oferint noves formes per activar les cèl·lules T residents als tumors i fer dianes a les cèl·lules tumorals que no estan infectades amb els vv oncolítics.
Per activar les cèl·lules T als tumors s'ha construït una estratègia de vaccinia virus amb un receptor de cèl·lules T (TEA-VV) que expressa anticossos bi-específics per a CD3 i l'antígen de superfície tumoral EphA2 (EphA2-TEAVV). Elimina cèl·lules tumorals infectades i també indueix la mort de cèl·lules tumorals no infectades pels vv. Els virus oncolítics i els receptors de cèl·lules T bi-específics tenen un efecte terapèutic sinèrgic potent, ja que les cèl·lules T indueixen la mort de cèl·lules tumorals no infectades pels vv i les citocines alliberades promouen un ambient proinflamatori inhibint el creixement tumoral; al mateix temps la mort de cèl·lules tumorals produïda pels vv oncolítics debilita l'heterogeneïtat tumoral que limita l'eficàcia de la teràpia amb el receptor de cèl·lules T bi-específic.
En aquest àmbit, les possibilitats de teràpia mitjançant aquests virus són múltiples. Es poden generar virus per atacar selectivament cèl·lules canceroses i també es pot dur a terme una modificació genètica del virus per tal que codifiqui una proteïna que estimuli el sistema immunitari (com en el cas anterior) i ajudi al mateix organisme a combatre les cèl·lules canceroses.
En la primera dècada del segle xxi es va descriure una modificació genètica del virus de la vacuna, anomenat JX-594, que podria obrir una via d'esperança en pacients en estat avançat de càncer de fetge. El virus JX - 594 —un virus manipulat genèticament— que va ser provat en 30 pacients amb la malaltia, va aconseguir perllongar significativament les seves vides, matar els tumors i inhibir el creixement de noves aparicions. Especialment utilitzat en tumors hepàtics, es va dur a terme un estudi en què 16 pacients van rebre una alta dosi de la teràpia i van sobreviure una mitjana de 14 mesos mentre que els pacients que van rebre una dosis baixa van sobreviure una mitjana de sis mesos. El virus JX - 594 està dissenyat per multiplicar-se selectivament en cèl·lules canceroses i posteriorment destruir-les al mateix temps que produeix en els mateixos pacients una estimulació del sistema immunitari, ja que el virus ha estat modificat perquè codifiqui una proteïna que l'estimula, el GM-CSF. Uns resultats que van demostrar que la vacuna, tant en dosis baixes com altes, produïa una reducció de la mida del tumor i la disminució del flux de sang que hi arriba. Les dades van demostrar que el tractament havia induït una resposta immunitària contra el tumor.
Aquests virus també es poden modificar genèticament perquè, per exemple, emetin llum o fluorescència. Aquesta emissió es capta amb aparells específics i pot ser una manera molt eficient de detectar un possible tumor o bé les metàstasis d'una manera eficient i no invasiva. També serviria per saber si el virus actua en el tumor i així poder seguir, d'una manera més visible, el tractament.